# Glacier Thwaites
Pour les articles homonymes, voir Thwaites.
Le glacier Thwaites est un glacier d'Antarctique situé dans la Terre Marie Byrd. Il forme une barrière de glace alimentée par un courant glaciaire permettant à une partie des glaces de l'inlandsis Ouest-Antarctique de s'évacuer du plateau antarctique occidental vers la mer d'Amundsen. Il est surveillé depuis des décennies par les glaciologues en raison de ses dimensions et de son rôle majeur dans le bilan hydrique de cette partie du continent : l'accélération de sa vitesse d'écoulement constatée depuis le début des années 2000 pourrait mener à sa dislocation totale et rapide et au déversement d'importantes quantités de glaces dans l'océan mondial, ce qui contribuerait significativement à l'élévation du niveau de la mer ; il est ainsi surnommé « glacier de l'apocalypse » par certains médias.

## Toponymie
Il est nommé par l'ACAN en hommage à l'Américain Fredrik T. Thwaites (1883–1961), géologue spécialiste des zones froides, géomorphologue et professeur émérite à l'université du Wisconsin à Madison.

## Géographie

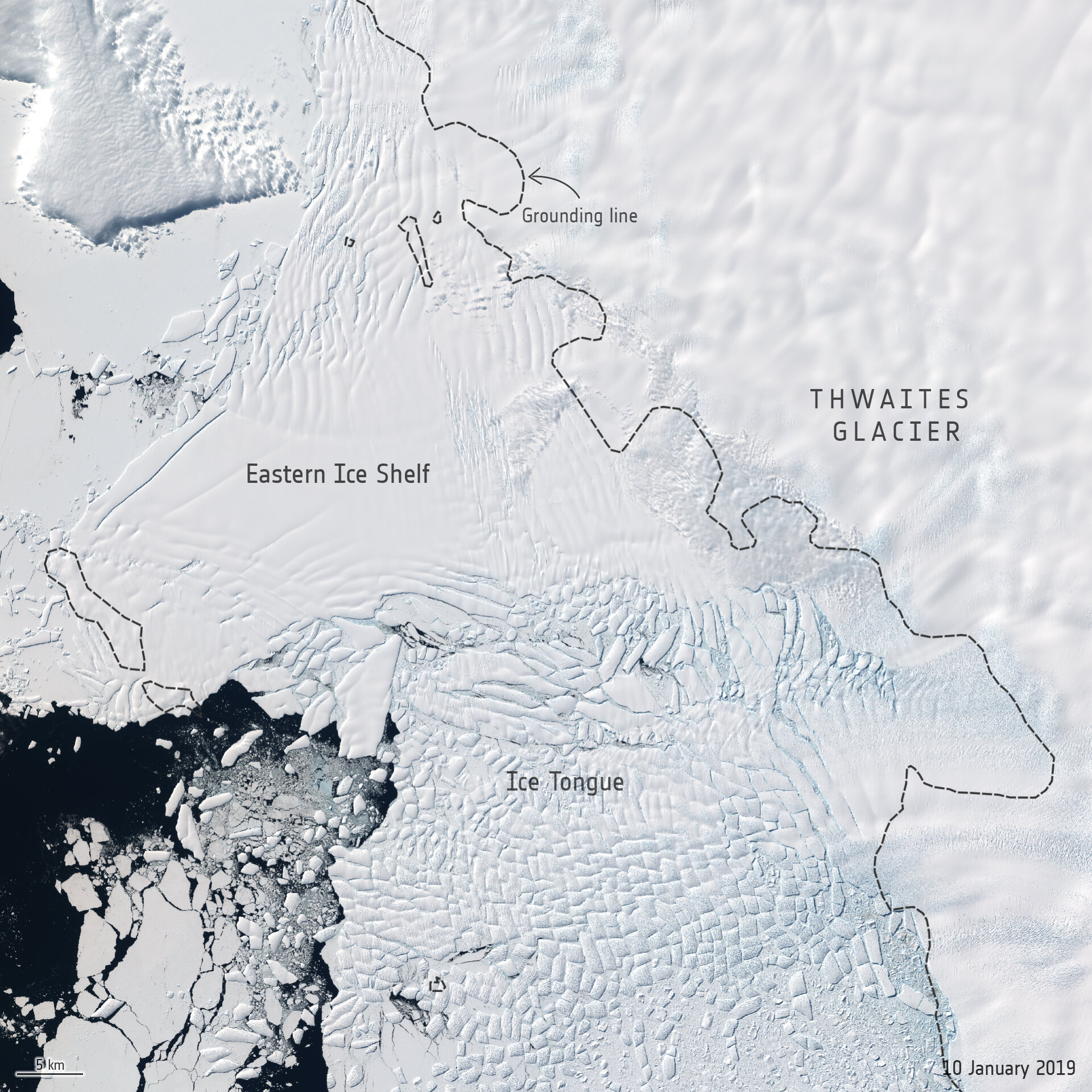
Photographie prise en 2019 par le satellite Sentinel-2 de l'Agence spatiale européenne : la plateforme de glace à l'est et les restes da la langue de glace à l'ouest sont réduites à un « mélange » d'icebergs

Le glacier Thwaites est situé en bordure de l'Antarctique occidental, sur les rivages de la mer d'Amundsen. D'un point de vue administratif, il est situé dans la région de l'Antarctique ne faisant l'objet d'aucune des revendications territoriales gelées par le traité sur l'Antarctique.
Naissant à l'intérieur de la Terre Marie Byrd, ce courant glaciaire est alimenté par les glaces de l'inlandsis Ouest-Antarctique et se déverse dans la baie de l'Île des Pins, à l'est du mont Murphy et du glacier Haynes, sur la côte Walgreen. Il s'avance dans la mer sous la forme d'une langue de glace d'une cinquantaine de kilomètres de largeur qui contribue à la formation de la petite barrière de glace Thwaites le long de la côte. Cette langue et barrière de glace produisent de grands icebergs tabulaires qui peuvent rester bloqués dans la baie durant des années.
La topographie du fond rocheux sous le glacier est mal connue. À l'aplomb du front glaciaire, il est situé à plusieurs centaines de mètres sous le niveau de la mer et marque l'extrémité aval d'un important ombilic encore plus profond et situé sous la langue glaciaire. Cette configuration topographique fait que les eaux plus chaudes et plus salées du courant circumpolaire antarctique peuvent circuler sous le glacier,.

## Études et surveillance

### Accélération de la vitesse
Il est suivi avec attention depuis plus de 25 ans, car tous les glaciers qui se déversent en mer d'Amundsen dans la même zone de l'Antarctique occidental semblent subir une accélération, et perdre de la masse, tout particulièrement celui-ci, puisqu'à lui seul il représentait vers 2012 environ le tiers de la perte de masse de la vaste baie s'ouvrant sur la mer d'Amundsen.
Or la fonte de cette zone contribuerait (et contribue déjà) à une accélération significative de la montée de la mer,,.
Ce glacier est considéré comme exceptionnellement rapide pour l'Antarctique ; sa vitesse mesurée en surface dépasse 2 km/an près de sa ligne de mise à la terre. Son écoulement le plus rapide se situe 50 à 100 km à l'est du mont Murphy. Le débit d'écoulement du tronc principal du glacier Thwaites a augmenté (vitesse accélérée de 800 m/an (+33 %) entre 1973 et 1996, puis à nouveau de 33 % en dix ans (de 2006 à 2013).

### Accélération de la fonte
Comme l'a notamment montré Eric Rignot, Le glacier perd aussi de la masse, de plus en plus rapidement. L'accélération de sa fonte a été signalée en 2001 puis confirmée en 2002, et il est surveillé de près avec quelques autres en raison de son potentiel en matière de contribution à l'élévation du niveau des mers. Cette fonte semble due au réchauffement de cette partie de l'océan antarctique.
Durant 25 ans, de 1992 à 2017, une constellation de satellites (récemment renforcée par CryoSat-2) et des moyens aériens et locaux ont été mobilisés pour évaluer plus finement la rapidité du glacier, ainsi que l'évolution de son épaisseur et du recul de sa ligne d'arrivée en mer, car avec le glacier de l'Île-du-Pin, le glacier de Thwaites a été décrit comme le « ventre mou » de la calotte glaciaire ouest-antarctique, en raison de sa vulnérabilité apparente et d'un recul important déjà mesuré. Cette hypothèse est basée sur des études théoriques de la stabilité des calottes glaciaires marines et des observations récentes de grands changements sur ces deux glaciers. 
Ces dernières années, l'écoulement de ces deux glaciers s'est accéléré, leur surface a diminué et leurs lignes de mise à la terre ont reculé.
En 2011, les données géophysiques recueillies par la NASA et une étude réalisée par des scientifiques (Columbia University’s Lamont-Doherty Earth Observatory) ont montré la présence d'une arête rocheuse (une crête de 700 mètres de haut) qui ancre le glacier et freine sa glissade vers la mer.
On cherche à mieux comprendre la topographie de son fond afin de prédire comment ce glacier se comportera dans un proche avenir.
En 2014, I Joughin et ses collègues estiment que l'agonie du glacier pourrait avoir commencé.
Une étude récente (2019) a révélé et localement confirmé une structure sous-jacente complexe, avec des zones de fonte et des secteurs en recul rapide (800 m/an), des zones de glace flottante se retirant de 200 m/an, et d'autres reculant de 300 m/an. Ceci a été interprété comme la conséquence de l'intrusion de quantités importantes d'eau de mer sous le glacier favorisée par sa flottabilité dans la zone littorale et par les marées. Cette eau peut accélérer la formation de nouvelles cavités. La complexité de ces interactions entre la mer et la glace n'a pas encore été intégrée aux modèles mathématiques couplant l'évolution de l'inlandsis et de l'Antarctique.
Entre la période 1970-2003 et 2010-2013, la perte de glace a augmenté de 2,2 Gt/an et a ensuite très fortement accéléré, quadruplant en 2003-2010 (9,5 Gt/an). 
Plus récemment, il a été observé que certaines parties du glacier s’amincissaient jusqu’à 4 m/an.
En amont du glacier se trouve la fosse subglaciale de Bentley, profonde de plus de 2 500 mètres sous la mer, alors que la surface de la calotte glaciaire atteint plus de 1 600 mètres au-dessus du niveau de la mer. Si le front du glacier de Thwaites devait reculer vers l’intérieur de la fosse, une falaise de plusieurs milliers de mètres de haut pourrait se constituer, du fond de la fosse jusqu’à la surface du glacier ; une telle falaise pourrait, en se disloquant, produire de très hauts icebergs entraînant une hausse considérable du niveau marin, évaluée à 3,3 mètres.

### Langue de glace du glacier Thwaites

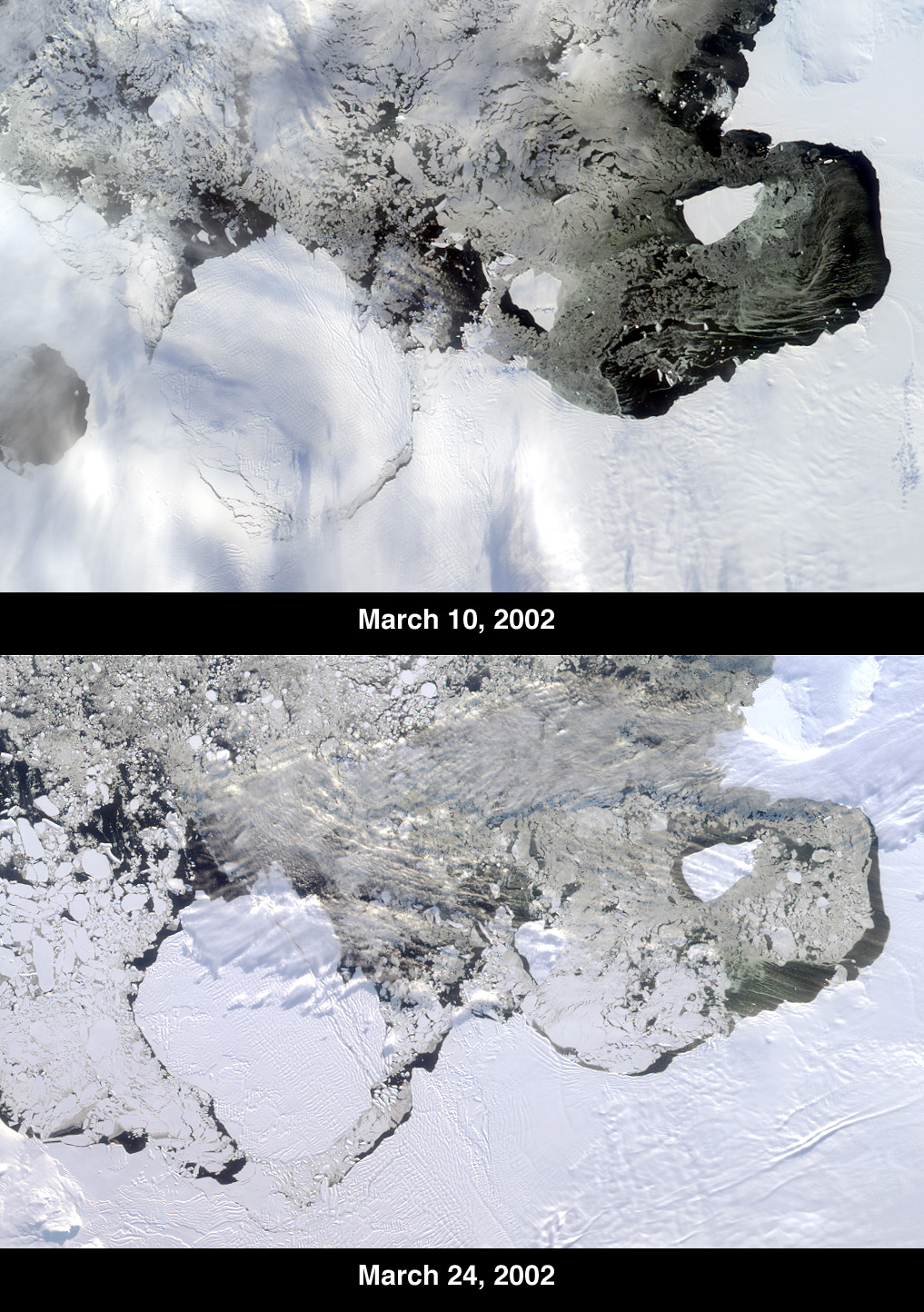
l'iceberg B-22, issu de la langue du glacier Thwaites.

Selon les photos et observations faites depuis 1947, la langue de glace du glacier Thwaites (75° 00′ S, 106° 50′ O) mesure environ 50 km, et s'est récemment raccourcie à la suite du vêlage d'énormes icebergs. Cette langue s'avance dans la mer, dans le prolongement de la vallée glaciaire.
Le 15 mars 2002, le National Ice Center a signalé un iceberg (nommé B-22) qui s'est détaché de cette langue (environ 85 km de long sur 65 km de large, pour une superficie totale d'environ 5 490 km2). En 2003, B-22 s'est brisé en cinq morceaux, dont B-22A resté dans les environs de la langue, alors que les autres morceaux plus petits dérivaient vers l'ouest.

### Langue d'iceberg de Thwaites
La langue d'icebergs du Thwaites (74° 00′ S, 108° 30′ O) était un énorme iceberg échoué dans la mer d'Amundsen, à environ 32 km au nord-est de la péninsule de l'Ours.
Sa taille était d'environ 112 km de long sur 32 km de large. En janvier 1966, sa partie sud était située à seulement 5 km au nord de la langue du glacier de Thwaites. Il se composait d'un ensemble d'icebergs issus de la langue de glace du Thwaites et échoués, mais il ne doit pas être confondu avec celle-ci (qui est encore attachée au glacier et à la terre).
Il a été cartographié par l'USGS à partir de photographies aériennes recueillies lors de l'Opération Highjump et de l'Opération Deep Freeze.
Encore présent dans les années 1930, cet ensemble s'est finalement détaché, est parti vers le large, et s'est disloqué à la fin des années 1980,.

### Eau sous-glaciaire
Des zones d'eau de fonte sont présentes sous le glacier, mais pas partout. On estimait en 2013 que ces circonstances devraient retarder son écoulement, par friction contre le substrat, mais que ce glacier ne peut être considéré comme stable qu'à court terme.

### Mort annoncée du glacier de Thwaites
En 2014, une étude de l'Université de Washington, basée sur des mesures satellitaires et sur des modélisations informatiques, a conclu que le glacier de Thwaites fond progressivement, conduisant à un effondrement irréversible du glacier dans un délai encore difficile à prévoir, mais compris entre 200 et 1 000 ans, avec un probable emballement qui le fera (avec d'autres glaciers antarctiques) contribuer à la hausse du niveau des océans.
Une étude de l'Oregon State University publiée fin 2021 montre qu'une partie du glacier pourrait se désagréger à une échelle de temps beaucoup plus courte : de l'ordre de trois à cinq ans. Cette partie du glacier, le plateau de glace oriental de Thwaites (Thwaites Eastern Ice Shelf, TEIS), soumise à des pressions convergentes jouerait un rôle de « bouchon » et maintiendrait le reste du glacier en équilibre dynamique, donc instable.
Une nouvelle étude pluridisciplinaire publiée fin 2024 confirme que le plateau de glace oriental de Thwaites (TEIS) disparaîtra au cours des deux années suivantes, voire au cours de l'été antarctique de 2025. Toutefois, son rôle de « bouchon » et l'augmentation brutale du taux de perte de glace du glacier subséquente sont remis en question. À plus long terme, c'est-à-dire pour le reste du siècle et au-delà, les perspectives du glacier Thwaites et de l'Inlandsis Ouest-Antarctique sont sombres : l'étude confirme l'augmentation progressive de la perte de glace, contribuant à l'accélération de l'élévation du niveau de la mer au niveau mondial.

### Activité volcanique
L'allègement de la masse de glaciers pourrait éventuellement avoir des conséquences en matière d'isostasie, voire d'activités volcaniques (on a montré en janvier 2008 qu'un volcan sous-glaciaire est déjà entré en éruption sous la calotte Antarctique il y a seulement 2 200 ans environ).